# Beata Vergine Maria del Carmine
Beata Vergine Maria del Carmine ou Igreja da Beata Virgem Maria do Carmo é uma igreja de Roma, Itália, localizada no rione Prati, na via Sforza Pallavicini. É dedicada a Nossa Senhora do Carmo. 
Esta igreja foi construída no estilo neorrenascentista em 1925 pelo arquiteto Edmond Saint Just para a carmelitas do mosteiro vizinho. A fachada simples, escondida por uma árvore à frente, apresenta a seguinte inscrição: "Mater decor Carmeli". O interior conta com uma nave e dois corredores. No altar-mor está um vitral multicolorido da "Virgem do Monte Carmelo entregando o escapulário a São Simão".